# Style humoru

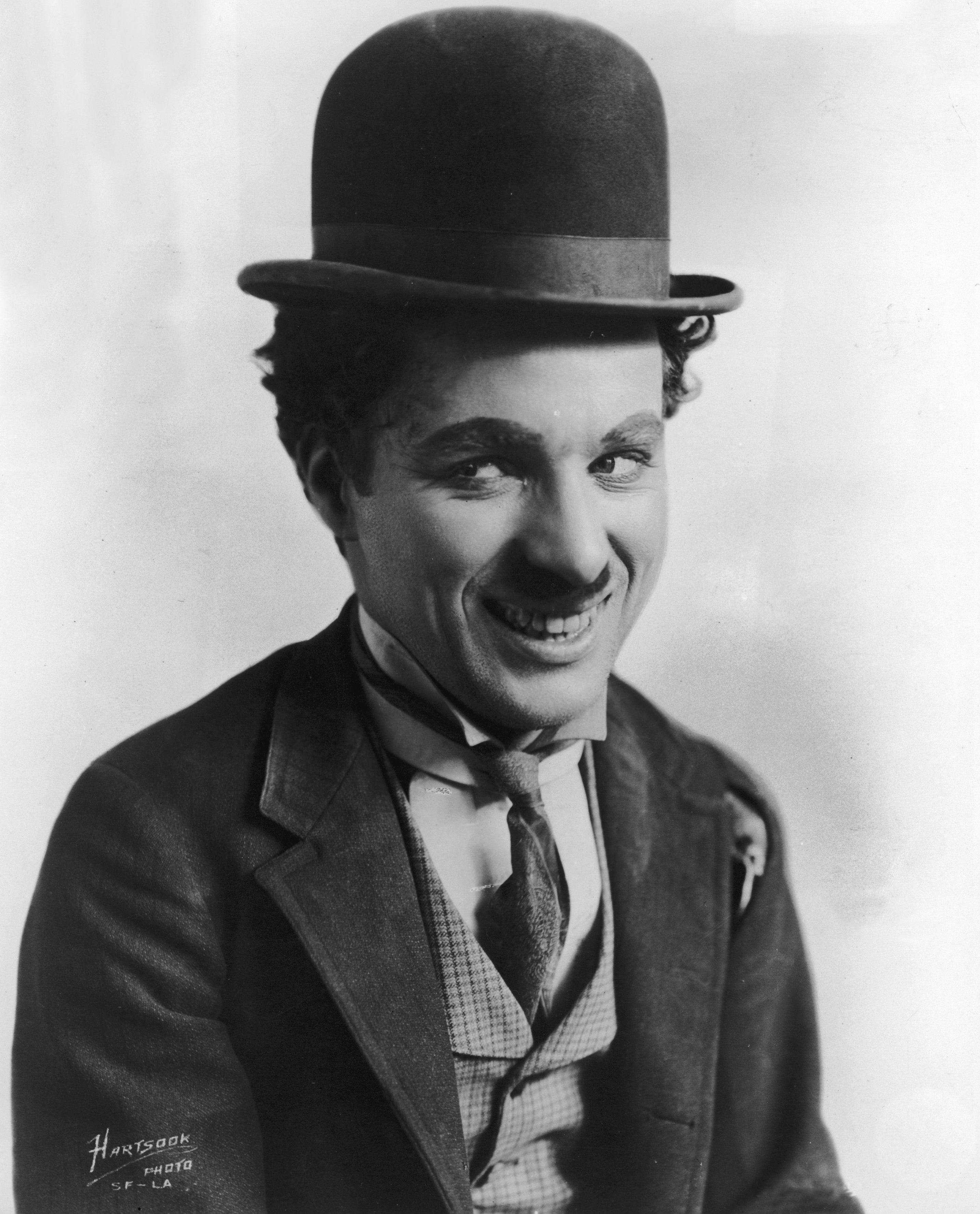
Charlie Chaplin

Style humoru (style poczucia humoru) – koncepcja psychologiczna ujmowana z perspektywy psychologii różnic indywidualnych, której badania dotyczą głównie poszukiwania międzyosobniczego zróżnicowania poczucia humoru, wskazania jego podmiotowych korelatów, oraz opisania charakteryzujących go kulturowych odmienności.
Rozwój psychologii pozytywnej zaowocował zainteresowaniem nad humorem nad jego funkcjonalnym znaczeniem, oraz jego rolę w kształtowaniu dobrostanu jednostki, potwierdzając, rolę humor oraz śmiech jako mechanizmu regulującego psychofizyczną równowagę, przyczyniającego się do łagodzenia dolegliwości psychosomatycznych, obniżania napięcia wywołanego przez stres.

## Teorie i systematyka stylów poczucia humoru

### Teoria różnic indywidualnych
Jednym z prekursorów badań nad stylami humoru należy wymienić Svena Svebaka. Według jego koncepcji – różnice indywidualne są głównym determinantem wymiarów poczucia humoru. Wyróżnił on następujące wymiar:
- Wymiar wrażliwości (zdolność dostrzegania humoru sytuacyjnego, wynikająca z kompetencji poznawczych
- Wymiar metakomunikacyjny (odwołuje się do indywidualnych kompetencji poznawczych)
- Wymiar ekspresji emocjonalnej (jako zdolność wyrażania własnych emocji wynikająca emocjonalnych wymiarów temperamentu)
- Wymiar afirmacji humoru, (jako czerpanie przyjemności z wywoływania rozbawiania innych osób)

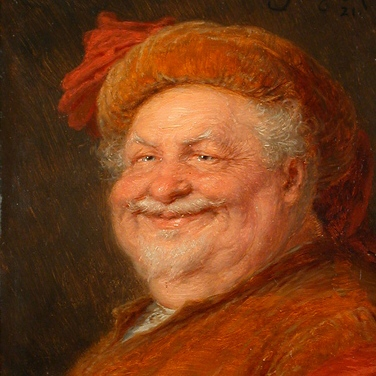
Sir John Falstaff – Eduard von Grützner

### Teoria analizy semantycznej
Ta perspektywa badawcza stylów poczucia humoru została zaproponowana przez Gilliana Kirsha oraz Nicolasa Kupiera jej idea powstała na podstawie analizy semantycznej samoopisowych metod pomiaru poczucia humoru. Wyróżniono ten sposób trzy typy humoru:
- Typ  humoru uspołecznionego (ang. socially skilled) – charakteryzuje się umiejętnym używaniem humoru w sytuacjach ekspozycji społecznej
- Typ humoru wymuszonego (ang. belaboured) – ma na celu uzyskanie aprobaty ze strony innych lub wpasowanie się w konkretną sytuację społeczną
- Typ humoru  sprośnego, uszczypliwego (ang. boorish) – charakteryzuje się stosowaniem wulgarnych form zachowań, których celem jest wyśmiewanie się z innych

### Teoria adaptacyjności – model wymiarów HSQ
Obecnie najpopularniejszą jest teoria adaptacyjności zaproponowana przez Roda Martin. Przeanalizował on wraz z zespołem złożonym z Patricią Puhlik-Doris, Gwene Larsen, Kelly Weir oraz Jeanette Gray – wyniki badań nad funkcjonalnym aspektem humoru. Stwierdzono brak korelacji pomiędzy wynikami w różnych wymiarach humoru a poziomami zdrowia fizycznego oraz dobrostanu psychicznego. Według ww. badaczy, przyczyną tych nie korelujących wyników jest błędne założenie o wyłącznie pozytywny aspekcie wymiarów humoru – gdyż w analizowanych wynikach brano pod uwagę wyłącznie pozytywny wymiar humoru, zakładając, że humor ma zawsze korzystny charakter czyli adaptacyjny. Rodin wraz z społem stanął na stanowisku, tak jak i wcześniejsi badacz, że humor może również przyjmować niekorzystne i szkodliwe formy. (Patrz Analiza treściowa) Do takich niekorzystnych form zaliczył wykorzystywanie humoru jako narzędzia agresji w różnych formach, jako złośliwe poczucie humoru, o charakterze nieadaptacyjnym.

#### model 2x2
Dlatego zaproponowano wielowymiarową koncepcję stylów humoru. Posiada ona dwa wymiary adaptacyjności humoru oraz dwa pozostałe wymiary interpersonalnej i intrapersonalnej funkcji w codziennym funkcjonowaniu.
|                                | Wymiar adaptacyjny  | Wymiar nieadaptacyjny    |
| ------------------------------ | ------------------- | ------------------------ |
| Ukierunkowanie Interpersonalne | Humor afiliacyjny   | Humor agresywny          |
| Ukierunkowanie Intrapsychiczne | Humor w służbie ego | Humor samodeprecjonujący |

Style humoru:
- humor afiliacyjny (ang. affiliative humor) oraz humor w służbie ego (ang. self enhancing humor), przyjęto za istotne dla osobistego dobrostanu[8].

Natomiast
- humor agresywny (aggressive humor) oraz humor samodeprecjonujący (self defeating humor) zostały uznane za niekorzystne i nieadaptacyjne[8].

##### Humor adaptacyjny

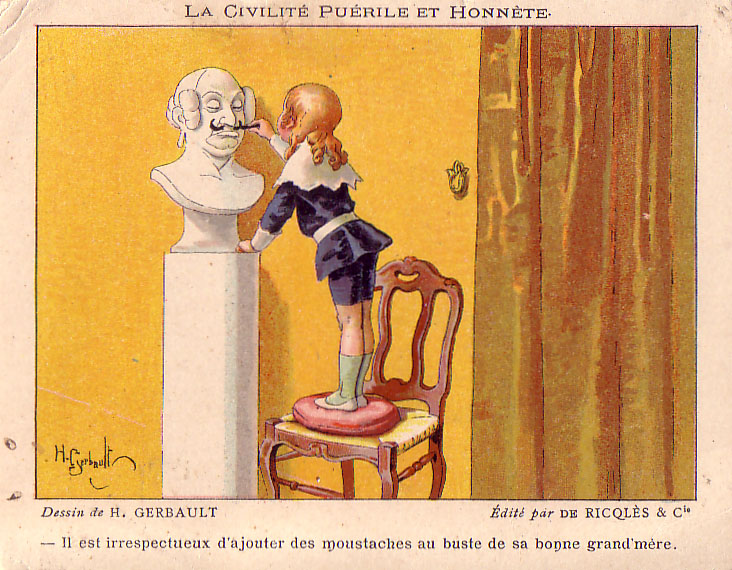
Ricqles Civilite Puerile Moustache

Wymiar ten jest formą redukcji napięcia i stresu, wyzwalaczem mechanizmu odwagi, jak również dojrzałym mechanizmem obronnym. Powoduje redukcję stresu, a w sytuacji niebezpieczeństwa umacnia poczucie wpływ i kontroli. Powoduje wzrost jakości relacji społecznych wraz z pogłębianiem więzi i redukowaniu konfliktów (humor w służbie ego), jest również aspektem społecznej atrakcyjności jednostki (humor afiliacyjny). W kontekście procesów grupowych jest źródłem wzrostu poczucia tożsamości grupowej.

##### Humor nieadaptacyjny
W celu poprawy własnego samopoczucia lub redukcji wewnętrznego napięcia – obniża i deprecjonuje wartość osoby lub grupy. Manifestuje się agresywną formą wrogości, poprzez oczernianie, upokarzanie bądź ośmieszanie. Samodeprecjonujący wymiar poczucia humoru jest humorystycznym lekceważeniem siebie poprzez wyrażanie ośmieszających treści na swój temat – w imię ingracjacyjnych motywacji. Występuje też jako forma obronnego zaprzeczania, wyrażająca się przez angażowanie się w zabawne zachowanie, jak również – występuje jako mechanizm tłumienia swoich emocji, mając na celu zyskanie bądź utrzymania akceptacji innych. Częste posługiwanie się nieadaptacyjnym wymiarem poczucia humoru jest szkodliwe dla ogólnego dobrostanu psychicznego jednostki, ponieważ wywołuje poczucie zagrożenia u odbiorców jak również obniża jakość relacji interpersonalnych oraz tłumi dojrzałe zaspokajanie własnych potrzeb psychicznych.